# Petroleuciscus ulanus
 Petroleuciscus ulanus és una espècie de peix cipriniforme de la família dels ciprínids que es troba a l'Iran.